# Paolo De Barbieri
Paolo De Barbieri (Genova, 5 maggio 1889 – Genova, 7 maggio 1962) è stato un liutaio italiano.

## Biografia
Nato a Genova il 5 maggio del 1889, abbandona la famiglia nel 1902 per imbarcarsi come mozzo su una nave mercantile, facendo ritorno solo nel 1908.
Durante il servizio militare svolto in Marina, ebbe modo di partecipare nel 1912 alla celebre impresa dei Dardanelli, ottenendo una medaglia al valor militare.
Tornato a Genova inizia a lavorare come apprendista presso il laboratorio di Cesare Candi, quindi intorno al 1919 apre la propria bottega in piazza Paolo da Novi nº5.
Ottenne riconoscimenti alle mostre di Barcellona 1929, Padova, 1931, South Florida International exposition 1931, Cremona 1949; fu assistente di Cesare Candi nella conservazione del violino di Paganini, il "Cannone" 
costruito da Giuseppe Guarneri del Gesù a Cremona nel 1743, conservato a Genova a Palazzo Doria-Tursi.
Paolo De Barbieri morì a Genova in via Benvenuto Cellini il 7 maggio 1962; suo figlio Renato de Barbieri (Genova 1920 - Trento 1991) fu violinista di fama internazionale.

## Critica
Fedele allievo di Cesare Candi, Paolo De Barbieri fu liutaio prolifico, dotato di forte personalità e ottima tecnica individuale: il suo modello prediletto fu il "Cannone" di Paganini, di cui fornì interpretazioni efficaci ed equilibrate, ispirate talvolta al lavoro di Eugenio Praga.
Altri modelli da lui usati furono ispirati al lavoro di Antonio Stradivari di grande formato o del primo periodo "Amatisée".